# Coelogyne anceps
Coelogyne anceps é uma espécie de orquídea epífita, família Orchidaceae, originária de Perak, Malásia.